# Estela 1 de La Mojarra

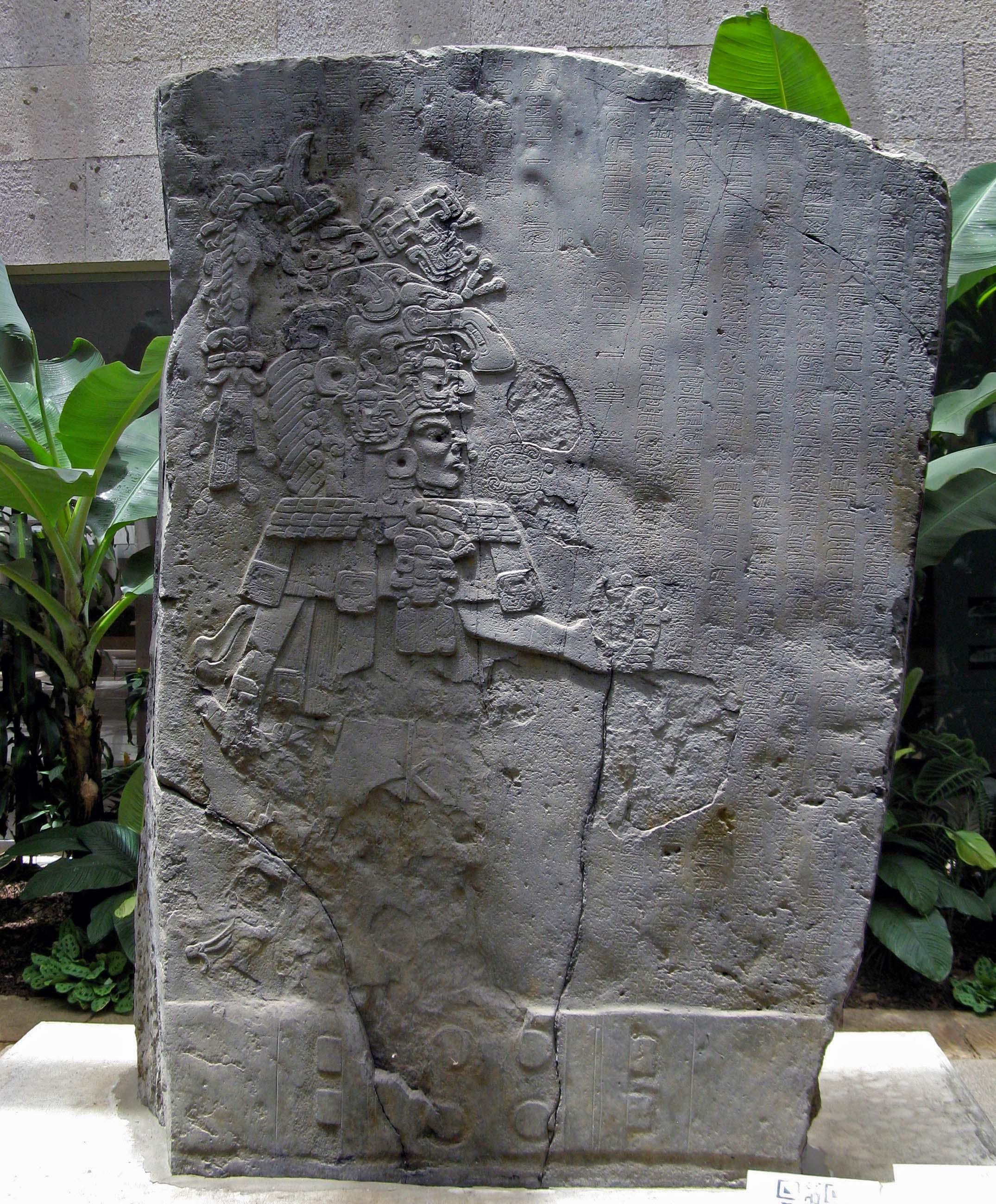
Visió completa del monument

L'Estela 1 de La Mojarra és un monument mesoamericà (una estela) datada del segle ii, descoberta al 1986 al riu Acula, proper a La Mojarra, Veracruz, Mèxic, no gaire lluny del jaciment arqueològic de Tres Zapotes. Aquesta llosa de basalt d'1,35 m d'amplària per 2 m d'alçada, que pesa 4 tones, conté prop de 535 glifs d'escriptura epi-olmeca. Un dels més antics registres escrits de Mesoamèrica, aquest monument de la civilització epi-olmeca registra no sols els fets d'un governant, sinó que també els situa en un marc cosmològic de calendaris i esdeveniments astronòmics.

La cara de davant de l'estela presenta un retrat de cos sencer d'un home amb vestit i adorns elaborats, però la seua meitat inferior està prou desgastada. Dalt d'aquesta figura, es gravaren en la pedra 12 curtes columnes de glifs, i a la dreta de la figura 8 columnes més llargues. Entre aquests glifs hi ha dues dates del calendari de compte llarg mesoamericà, corresponents a maig del 143 i al juliol del 156. Aquest monument és un exemple antic del tipus d'estela que més tard es faria comuna commemorant governants de llocs maies del període clàssic.

## Descripció i interpretació
La figura gravada en l'Estela 1 és complexa i d'interpretació difícil. Pool la descriu així:
| « | El seu lligat elaborat forma el cap d'un ocell sobrenatural amb bec en ganxo. Un cap de "déu" com una màscara bucal ix del nas de la deïtat ocell, e un tauró estilitzat amb l'aleta serrada s'uneix al pentinat, amb la cua bifurcada penjant darrere. Quatre taurons més menuts naden pujant pel tauró gros. Unes màscares menors del déu ocell ixen per sota de la màscara principal i de l'ornament pectoral del governant damunt de la seua capa de plomes. Uns glifs que simbolitzen el seu govern exaltat li adornen els braços i les cames. | » |

Les deïtats ocell eren una característica de les representacions de les esteles d'aquest període, i es poden veure en l'Estela 4 d'Izapa així com en monuments de Kaminaljuyú, Takalik Abaj, i Zaculeu.
L'estatueta de Tuxtla, una petita escultura de 16 cm d'alçada feta en pedra verda, representa també un humà vestit d'au. És originària de la mateixa civilització i del mateix període que l'Estela 1, i ambdues presenten glifs de l'escriptura epi-olmeca. Aquests dos objectes es trobaren a una distància d'uns 70 km l'un de l'altre i la seua datació en el compte llarg se separa per només sis anys. Es podrien referir a la mateixa persona.

## Descobriment
Uns anys després del seu descobriment, el monument fou guardat al Museu d'Antropologia de Xalapa. El novembre de 1995, mentre es preparava per a ser exposat, s'adonaren d'una sèrie de glifs abans ignorada que té en un costat, desgastats però encara desxifrables parcialment.
El 1993, i de nou al 1997 després d'adonar-se de la nova columna de glifs, John Justeson i Terrence Kaufman van proposar-ne una descodificació. Aquesta interpretació anomena la figura representada en l'estela com el "Senyor de la Muntanya dels Segadors", i descriu el seu ascens al tron, un eclipsi solar, aparicions de Venus, guerres, una temptativa d'usurpació, un sacrifici humà (tal vegada del cunyat del "Senyor de la Muntanya dels Segadors") i una sacrifici ritual del mateix "Senyor de la Muntanya dels Segadors".

Aquesta interpretació fou rebatuda per Michael D. Coe i Stephen D. Houston, entre d'altres. La resolució d'aquest debat sorgirà arran d'altres descobriments arqueològics.

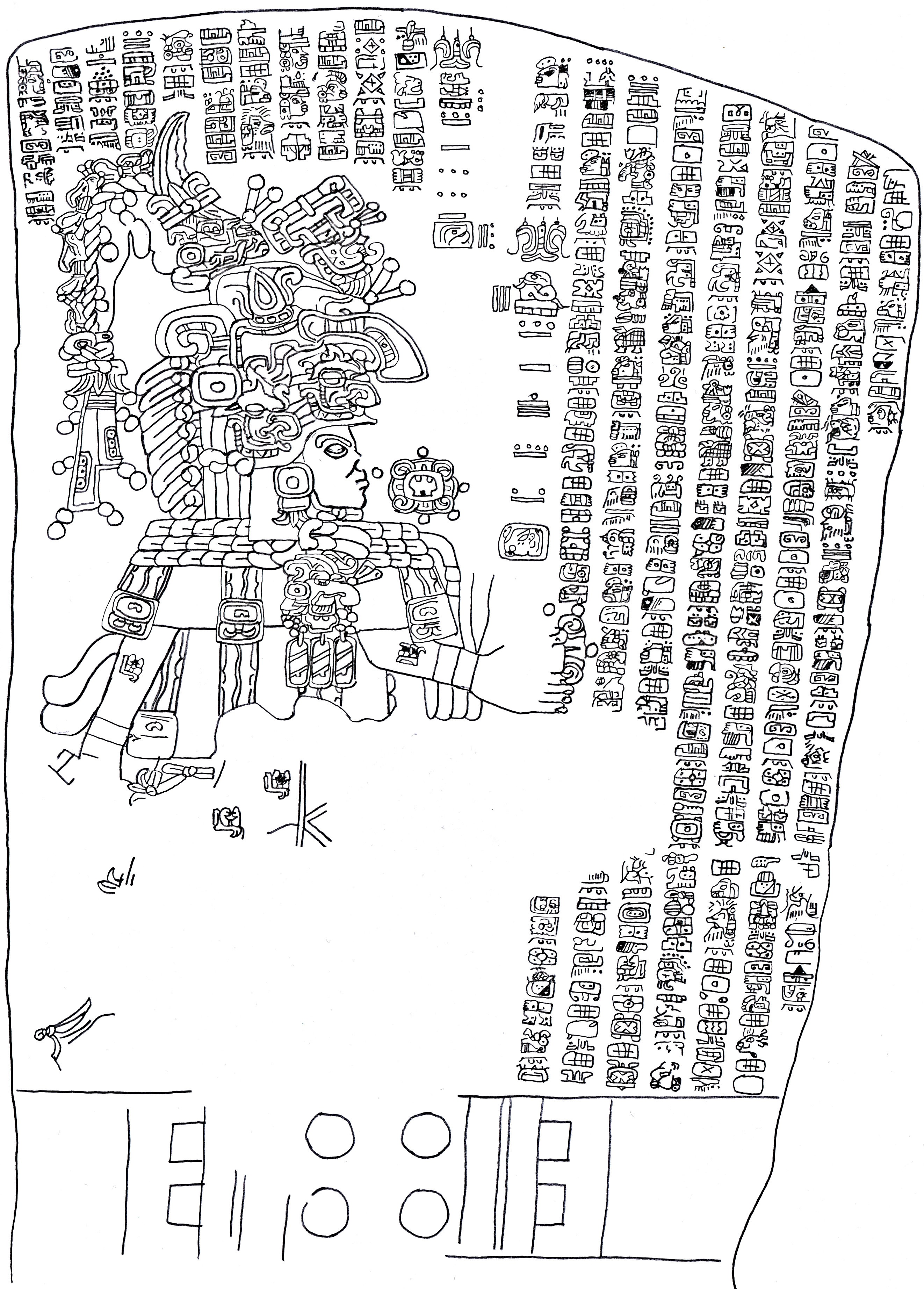
Esbós del monument
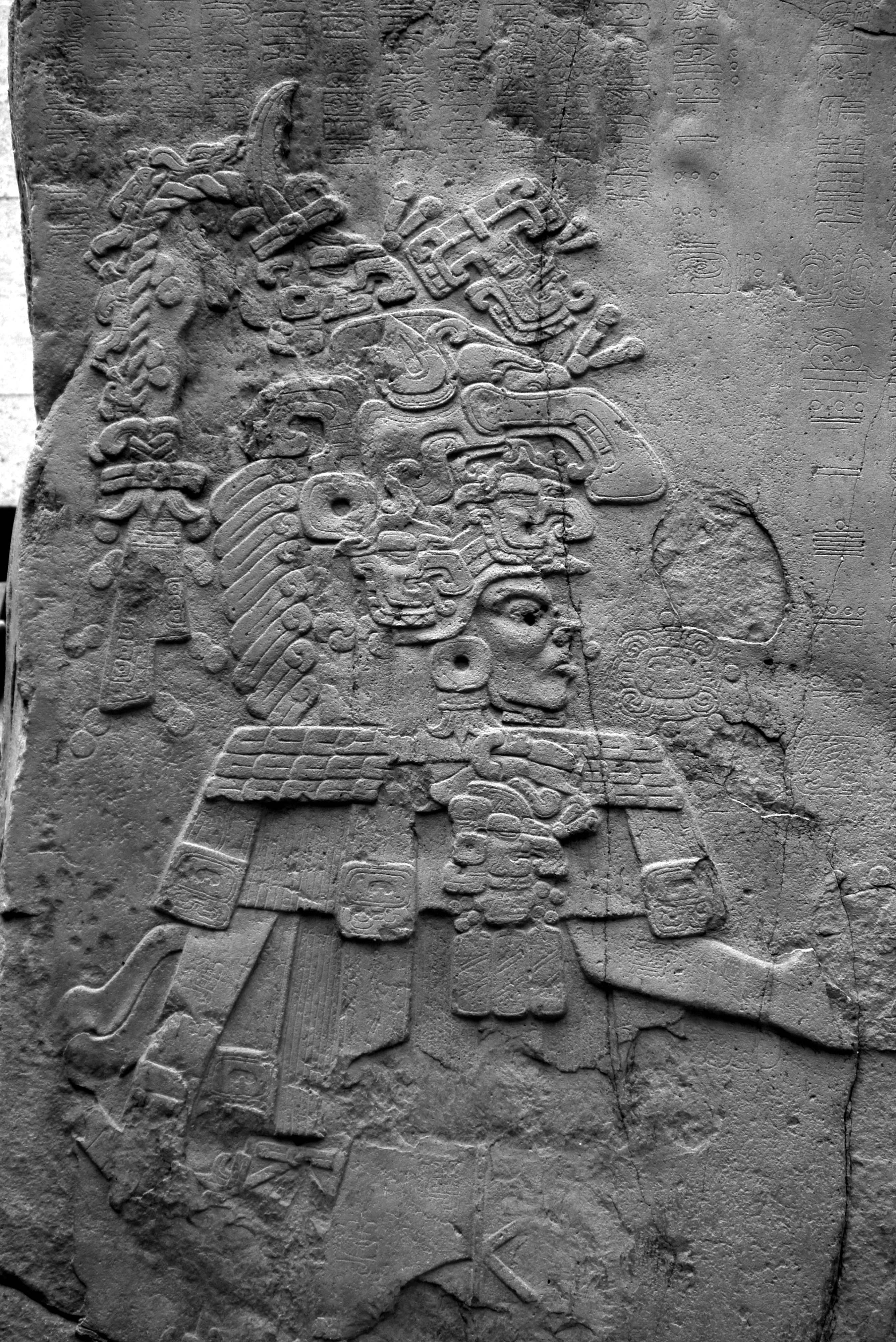
Costat esquerre de l'Estela 1 de La Mojarra, en què es veu una persona identificada com el "Senyor de la Muntanya dels Segadors"
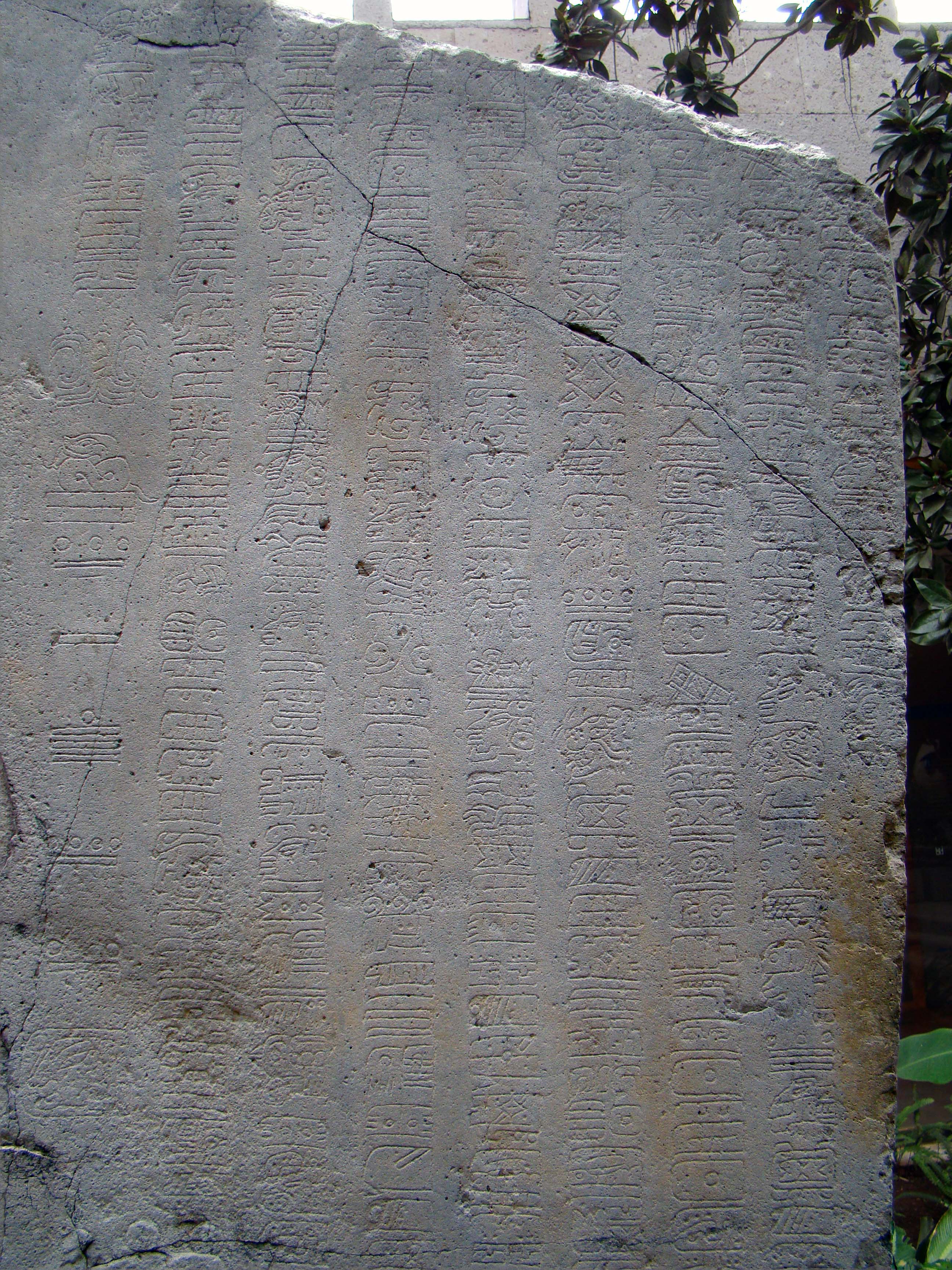
Detall de la inscripció, part superior
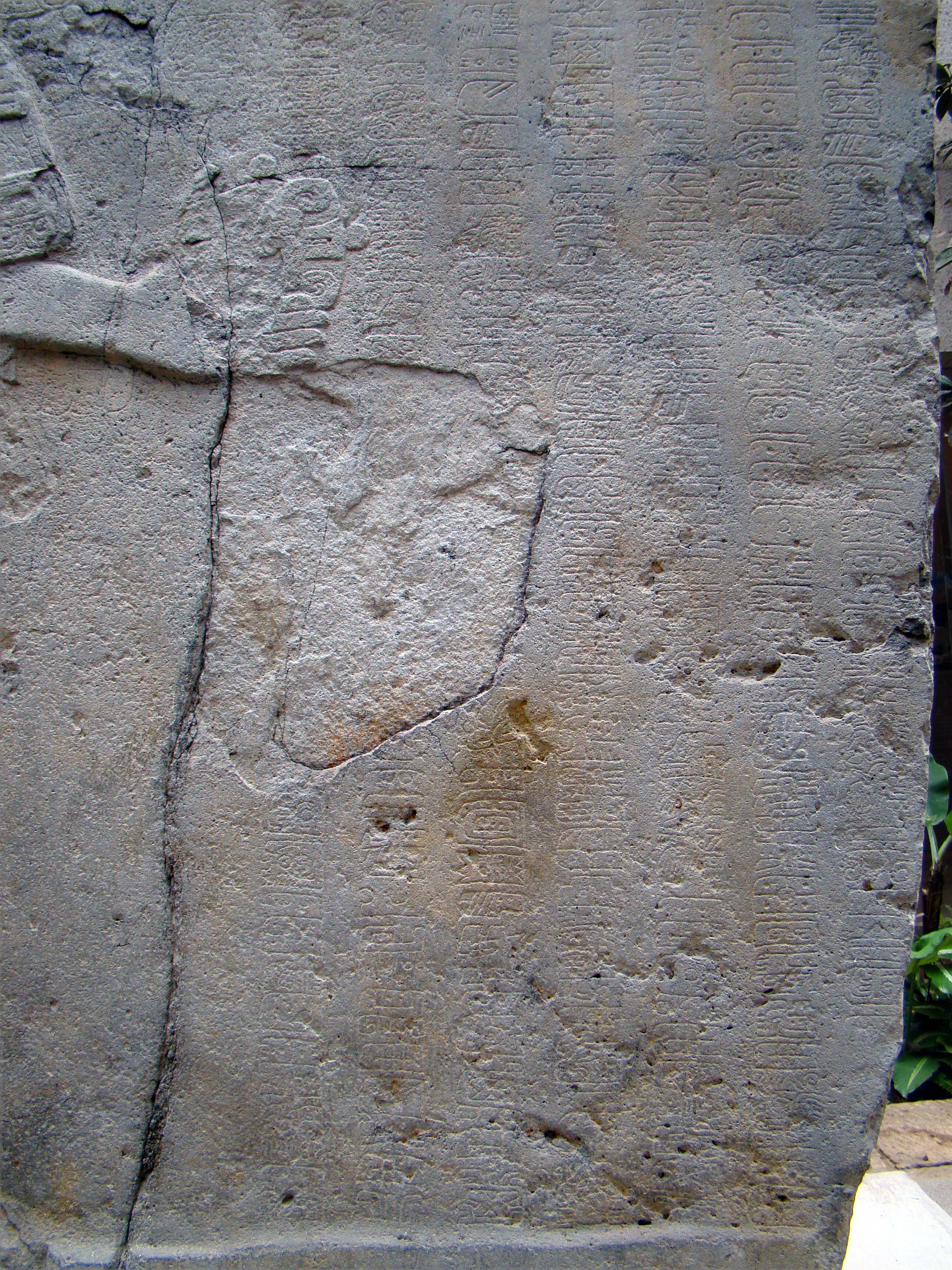
Detall de la inscripció, part inferior